# Hobit (roman)
Hobit ali Tja in spet nazaj (v izvirniku The Hobbit or There and back again) je fantazijski roman angleškega pisatelja in jezikoslovca J. R. R. Tolkiena, ki je prvič izšel leta 1937. Dogajanje je postavljeno v Srednji svet, nekaj desetletij pred dogodki najbolj znanega Tolkienovega romana Gospodar prstanov.
Glavni junak zgodbe je hobit Bilbo Bogataj (Bisagin), ki s škrati odide na pustolovščino, da bi ukradel zaklad zmaju Smaugu. Med potjo se sreča z ajdi (troli), ogromnimi pajki, gozdnimi vilinci (vilini) in Gollumom.

## Vsebina
Hobit Bilbo Bogataj (Bisagin) srečno živi v svoji duplini, Premožnem kotu (Bisagin koncu), in je visoko cenjen v hobitski družbi, dokler se nekega dne na njegovem pragu ne prikaže čarovnik Gandalf. Ta mu na dom pripelje druščino trinajstih  škratov, ki jih vodi Thorin Hrastov ščit. Bilbo ugotovi, da ga je Gandalf predlagal za štirinajstega člana in »zmikavta« odprave, ki je namenjena k Samotni gori. Tam je, ko je bil Thorin še mlad, starodavno škratje kraljestvo zavzel zmaj Smaug. Gandalf Thorinu pred odhodom podari zemljevid Gore in ključ, ki odpira skrivna vrata, skozi katera bodo vstopili v zmajev brlog.
Druščina se odpravi na pot, čeprav Bilbo ni najboljše volje, ker so škratje podvomili v njegove zmikavtske sposobnosti in ker je doma pozabil robec. Gandalf jih reši pred ajdi (troli), ki jih hočejo pojesti, in jih popelje v Dvojni vintgar, kjer domujejo vilinci (vilini). Elrond, gospodar Dvojnega vintgarja (Razendela), jim pomaga odkriti nova navodila na zemljevidu.
Pot nadaljujejo preko Meglenega gorovja. V neurju se zatečejo v jamo, ki se izkaže za enega od vhodov v predore grdinov (orkov). Ta zlobna bitja ujamejo vse škrate in Bilba, le Gandalfu se posreči uiti. Odvedejo jih globoko v podzemlje in čeprav jih Gandalf reši, Bilbo v zmedi dobi pošten udarec v glavo in izgubi zavest.
Ko se zbudi, je sam v temi, izgubljen v grdinjih predorih. Ko tipa okrog sebe, najde kovinski prstan in ga spravi v žep, čeprav se takrat ne zaveda njegove vrednosti. Skoraj se opoteče v jezero, ob katerem sreča Golluma. Ta ga izzove k igri ugank: če bo Bilbo pravilno rešil vse Gollumove uganke, mu bo ta pokazal izhod iz predorov, če pa bo zmagal Gollum, bo Bilbo umrl. Bilbo nazadnje goljufa in Gollumu zastavi vprašanje, na katerega ta ne ve odgovora. To Golluma strašno razjezi, zato se odloči Bilba ubiti. Bilbo si med begom po nesreči nadene prstan in ugotovi, da je postal neviden. Ker Gollum misli, da je Bilbo ušel, zdirja proti izhodu. Bilbo mu sledi in komaj uspe pobegniti grdinom.
Bilbo se pridruži škratom in Gandalfu, vendar morajo kmalu bežati, ker jim grdini sledijo v družbi vargov, ogromnih volkov. Druščina se reši tako, da splezajo na drevesa, potem pa jim pri pobegu pomagajo veliki orli, sovražniki grdinov. Orli jih ponesejo proti posesti Beorna, ogromnega možaka, ki menja podobo– spreminja se lahko v velikega črnega medveda. Tam se odpočijejo, potem pa jih Beorn pospremi do poti, ki vodi v Mračni les (Mrkolesje).
Gandalf jih zapusti pred gozdom, ki je starodaven in čaroben. Čeprav jih je Beorn posvaril pred tem, škratje in Bilbo vseeno skrenejo s poti. Napadejo jih orjaški pajki. Bilbo je edini, ki ga ne povijejo v svoje mreže, zato jih mora rešiti. Ko mu končno uspe, jih ujamejo gozdni vilinci, vendar Bilbu pred tem uspe izginiti s pomočjo prstana. Vilincem in ujetnikom sledi do kraljevega dvora, od koder škrate reši tako, da jih zapre v lesene sode, ki jih vilinci po Pragozdni reki spuščajo do Jezernega mesta na Dolgem jezeru.
V Jezernem mestu jih ljudje sprejmejo kot junake, ki so jih prišli odrešit zlobnega zmaja. Škratje in Bilbo pot do Samotne gore nadaljujejo po obali Dolgega jezera. Gori se približajo, ne da bi jih Smaug opazil, in najdejo skrivne duri, vendar morajo počakati, preden jih lahko odklenejo, saj so zaprta z urokom. Ko jim uspe, škratje Bilba pošljejo v izvidnico. Bilbo v jami pod Goro najde spečega zmaja in mu uspe izmakniti zlato skodelico. Ko se naslednjič spusti v globino starodavnega škratjega kraljestva, se pogovarja s Smaugom in opazi, da ima zmaj na trebuhu nezavarovano, mehko liso.
Bilbo o svojem odkritju poroča škratom. Pri tem ga sliši drozg, ki je potomec ptic, ki so nekoč služile škratom. Bilbo sluti, da se približuje nekaj strašnega, zato škrate prepriča, naj se skrijejo v rov in zaprejo vrata. Smaug opazi, da je iz njegovega zaklada izginila skodelica. Ker misli, da zmikavt Bilbo prihaja ali pa je bil poslan iz Jezernega mesta, odleti v tisto smer, vendar še prej razjarjen tatove iščoč kroži okrog gore ter sproži v jezi ogromen plaz kamenja, ki bi zasul škratjo druščino, če jih ne bi Bilbo opozoril.
Smaug požge skoraj celo Jezerno mesto, vendar ga Bard, tamkajšnji junak, s puščico zadane naravnost v mehko liso, saj mu je zanjo povedal drozg. Zmaj umre in novica o njegovi smrti se hitro širi: gozdni vilinci in prebivalci Jezernega mesta začnejo korakati proti Samotni gori, saj vsi vejo, da se v notranjosti skrivajo škratje dragocenosti. Medtem Bilbo in škratje raziskujejo zaklad. Bilbo najde Svetinjo, čudovit drag kamen, ki ga škratje imenujejo tudi Srce gore in je Thorinovi družini izjemno pomemben. Namesto da bi Bilbo Svetinjo izročil Thorinu, jo skrije.
Ko škratje ugotovijo, da hočejo vilinci in ljudje del zaklada, utrdijo vhod v Goro in ga zastražijo, hkrati pa pošljejo po vojsko škrata Daina. Ko vilinsko-človeška vojska obkoli Goro, se Thorin noče niti pogajati z njimi. Bilbo poskuša pomagati, zato Svetinjo odnese Bardu, ki je zdaj vodja vojske, in Gandalfu, ki se jim je pridružil, vendar Thorin še vedno noče niti slišati za kak dogovor in Bilba izžene iz Gore. Videti je, da je spopad med škrati, vilinci in ljudmi neizogiben.
Toda takrat dobijo novico, da se Gori približuje vojska grdinov in vargov. Škratje, vilinci in ljudje se združijo, vendar jim šele prihod velikih orlov in Beorna prinese zmago v bitki, ki je od tedaj znana kot Bitka petih vojska. Toda zmaga ni popolna –izmed popotne druščine je v bitki bil ubit Thorin hrastov ščit in dva mlada škrata (Fili in Kili), ki sta ga branila.
Bilbo sprejme le majhen delček zaklada, ki mu je bil obljubljen na začetku dogodivščine, saj ljudje in škratje potrebujejo denar za obnovo Jezernega mesta in Samotne gore. Bilbo se z Gandalfom odpravi proti domu, kjer ga čaka neprijetno presenečenje: med njegovo odsotnostjo so ga požrešni sorodniki razglasili za mrtvega in se naselili v njegovo hobitsko duplino. Bilbo sicer uspe ponovno zavzeti svoj dom, vendar nikoli več nima tako brezhibnega ugleda, kot ga je imel pred to potjo.

## Glavne osebe
- Bilbo Bogataj (Bisagin) - hobit, lastnik Premožnega kota na Griču, sin Beladone Jemčeve (Tuk) in Bunga Bogataja.
- Gandalf - čarovnik (vešč)
- Thorin Hrastov ščit, Dwalin, Balin, Kili, Fili, Dori, Nori, Ori, Oin, Gloin, Bifur, Bofur, Bombur – škratje, ki Bilba vzamejo s sabo na pot.
- Gollum – nenavadno bitje, ki ga Bilbo sreča v globinah grdinskih rovov. Pred Bilbom lastnik čarobnega prstana.
- Beorn – človek-medved, ki menja kožo.

## Nastanek in slovenski prevod
J. R. R. Tolkien, oxfordski profesor, jezikoslovec, literarni zgodovinar in poznavalec nordijske mitologije, je leta 1930 zapisal prvi stavek Hobita: »V duplini pod zemljo je nekoč živel hobit.« (»In a hole in the ground there lived a hobbit.«) Delo The Hobbit je izšlo 21. septembra leta 1937 pri založniški hiši George Allen & Unwin Ltd. Zaradi dobrega odziva je postalo takojšnja uspešnica in so ga morali ponatisniti že decembra 1937.
V slovenščino je roman prevedel Dušan Ogrizek. Izšel je leta 1986 pod naslovom Hobit ali Tja in spet nazaj. Gospodarja prstanov, nadaljevanje Hobita, so v slovenščino leta 1995 prevedli Polona Mertelj, Primož Pečovnik in Zoran Obradović. Leta 2002 je pri Založbi Mladinska knjiga izšel novi prevod Gospodarja prstanov, ki ga je izdelal iz s predgovorom »O prevodu« opremil Branko Gradišnik.

### Posebnosti prevoda
Iz Gradišnikove različice izvirajo drugačni prevodi nekaterih izrazov, predvsem osebnih in krajevnih imen, ki so (tudi zaradi prevodov filmskih različic zgodbe) v slovenščini trenutno bolj trdno zakoreninjeni kot Ogrizkovi. Gradišnik je v predgovoru k Gospodarju prstanov zapisal, da je nekatere Ogrizkove prevodne rešitve z veseljem obdržal, nekatere pa so postale neustrezne, saj je Tolkien med pisanjem Gospodarja prstanov marsikaj spreminjal, predvsem pa je Tolkienov sin, Christopher Tolkien, po očetovi smrti izdal Vodnik po imenih v Gospodarju Prstanov (Guide to the Names in The Lord of the Rings), ki se ga je Gradišnik poskušal držati, kjer se je to dalo. Spodaj je navedenih nekaj primerov, ki so pomembni za Hobita, saj se pojavljajo tako v Hobitu kot v Gospodarju prstanov; za popolnejši seznam glej predgovor h Gradišnikovemu prevodu.
| Izvirnik            | Ogrizkov prevod      | Ogrizkov prenovljeni prevod | Gradišnikov prevod |
| ------------------- | -------------------- | --------------------------- | ------------------ |
| Bilbo Baggins       | Bilbo Bogataj        | Bilbo Bogatin               | Bilbo Bisagin      |
| Sackville-Bagginses | Razkošnik-Bogatajevi | Razkošnik-Bogatinovi        | Žakelj-Bisagini    |
| Tooks               | Jemci                | Tuki                        | Tuki               |
| Bag End             | Mošnjičkov kot       | Bogati breg                 | Bisagin konec      |
| Hobbiton            | Hobiton              | Hobitovo                    | Hobitovo           |
| The Hill            | Grič                 | Grič                        | Hrib               |
| Bywater             | Sovodenj             |                             | Pervodje           |
| Rivendell           | Dvojni vintgar       | Globoki dol                 | Razendel           |
| Mirkwood            | Mračni les           | Mračni les                  | Mrkolesje          |
| Troll               | Ajd                  | Trol                        | Trol               |
| Elf                 | Vilinec              | Vilinec                     | Vilin              |
| wizard              | čarovnik             | čarovnik                    | vešč               |
| Precious(s)         | Krasotec             | Kras(ss)otec                | Ponos(s)           |
| Carrock             | Rogelj               | Rogelj                      | Školj              |
| Old Ford            | Stari brod           | Stari brod                  | Stari pregaz       |
| Grey Mountains      | Sivo gorovje         | Sivo gorovje                | Sive planine       |
| Ford                | Brod                 | Brod                        | Pregaz             |
| River Running       | Reka Tok             | Divja reka                  | Reka Tok           |
| Great Worms         | Strašni zmaji        | kačje-zmaji                 |                    |
| Withered Heath      | Pusta goljava        | Pusta goljava               | Sahla goljava      |

### Ilustracije
Ilustracije v slovenski izdaji so enake tistim v angleških izdajah, ki jih je narisal sam Tolkien, le napisi pod njimi so prevedeni v slovenščino. Zemljevid Samotne gore na začetku knjige je opremljen s slovenskimi besedili, pri čemer sta najbolj pomembna runska zapisa. Pri teh je Ogrizek rune priredil slovenskemu sistemu: namesto črk Č, Š in Ž uporablja CC, SS in ZZ.
VIŠINA VRAT PET ČEVLJEV ŠIRINA ZA TRI VŠTRIC (Prvi runski zapis)
POSTAVI SE K SIVEMU KAMNU KO DROZG POTRKA OB SVOJ KAMEN /.../ IN ZAHAJAJOČE SONCE BO Z ZADNJIMI ŽARKI DURINOVEGA DNE POSVETILO NA KLJUČAVNICO (Drugi runski zapis)

## Priredbe
Hobit je v angleško govorečem svetu v dobrih 70 letih obstoja doživel mnogo priredb: po zgodbi Bilba Bogataja (Bogatina/Bisagina) so napravili mnoge gledališke predstave, animirane filme, stripe in računalniške igre.
Verjetno najbolj obsežen projekt, filmska priredba Hobita, je izšla l. 2012. Film An Unexpected Journey (Nepričakovano potovanje) je prvi od treh delov, v režiji Petra Jacksona, ki je poskrbel tudi za filmske različice Gospodarja prstanov. V filmu nastopajo številni znani igralci: Martin Freeman (Bilbo), Ian McKellen (Gandalf), Hugo Weaving (Elrond), Luke Evans (Bard) in drugi.